# Ramón Elizalde
Ramón Elizalde Hevia (Santiago, 25 de febrero de 1940-Lampa, 20 de julio de 2023) fue un político chileno. Desde 1990 hasta 1998 se desempeñó como diputado por el distrito N.º 17 de la Región Metropolitana.
Se casó con Marta Marabolí y tuvieron tres hijos.

## Carrera política
Se incorporó al Partido Demócrata Cristiano (PDC) en el año 1955, al que representó en su época universitaria, cuando fue dirigente de la Federación de Estudiantes de la Universidad Católica de Chile (FEUC), donde ocupó el cargo de vocal de extensión social; y como tal, ayudó en 1961, a los damnificados del terremoto de 1960, en la construcción de la Población Rahue de Osorno y de la Iglesia de San Juan de la Costa. En 1985 fue elegido presidente provincial Santiago-Norte del PDC. Se dedicó a conducir la campaña para la inscripción de su partido y la posterior campaña electoral.
En 1967 fue elegido regidor por la comuna de Conchalí, donde reside desde 1945; entre 1969 y 1971 se desempeñó como alcalde subrogante de dicha comuna. dos años después, fue nuevamente elegido regidor, pero en 1973, después del 11 de septiembre, debió dejar el cargo. Se dedicó entonces, a participar en la reorganización de la Democracia Cristiana desde 1974. Durante la dictadura militar se mantuvo activo en la oposición y en 1978 lideró el rechazo a la consulta popular. En 1981 continuó en esta tarea, donde participó en las movilizaciones de carácter social.
En 1989 fue elegido diputado, por el distrito N.°17, correspondiente a las comunas de Conchalí, Renca y Huechuraba, Región Metropolitana, para el período 1990-1994. Integró la Comisión Permanente de Vivienda y Desarrollo Urbano; la de Defensa Nacional y la de Gobierno Interior, Regionalización, Planificación y Desarrollo Social, que presidió. Miembro de la Comisión Especial de Desarrollo de la V Región y de la Especial de Desarrollo de Arica.
Fue reelecto por el mismo distrito en 1993, para el período 1994-1998. Integró la Comisión Permanente de Gobierno Interior, Regionalización, Planificación y Desarrollo Social; y la de Vivienda y Desarrollo Urbano.
No se repostuló en 1997, renunciando al PDC y creando junto a otros exmilitantes el Partido Popular Cristiano, el cual apoyó la candidatura presidencial de Arturo Frei Bolívar, convirtiéndose Elizalde en su jefe de campaña. En 2001 intentó nuevamente ser diputado por el mismo distrito, esta vez como militante de Renovación Nacional (RN), pero no fue elegido.

## Historial electoral

### Elecciones parlamentarias de 1989
- Elecciones parlamentarias de 1989 a diputado por el distrito 17 (Conchalí, Huechuraba y Renca)[5]

### Elecciones parlamentarias de 1993
- Elecciones parlamentarias de 1993 a diputado por el distrito 17 (Conchalí, Huechuraba y Renca)[6]

### Elecciones parlamentarias de 2001
- Elecciones parlamentarias de 2001 a diputado por el distrito 17 (Conchalí, Huechuraba y Renca)[7]